# Tom Wham
Tom Wham (Chester, 1944) è un autore di giochi e illustratore statunitense.

## Biografia
Già a sette anni inizia a modificare le regole del Monopoly. Dopo aver lasciato il college cambia diversi lavori, serve per quattro anni nella marina statunitense, viene quindi assunto nel 1972 da Don Lowry della Guidon Games nel Maine, per lavorare con varie mansioni per la rivista  Campaign. Con la Guidon Games pubblica anche il suo primo gioco, Ironclad, un regolamento di wargame navale sulla guerra di secessione americana. Lasciata la Guidon Games si imbarca brevemente su un battello fluviale, quindi torna alla sua città natale, dove lavora nelle carceri locali, prima come guardia, poi come impiegato Qui rimane fino al 1976 e in questo periodo si sposa e divorzia, abbandona quindi il lavoro e si trasferisce infine a Denver dove trova ancora lavoro come impiegato
Nel maggio 1977 fu assunto dalla TSR, dove per un'estate lavora nel negozio a pianterreno della sede, quindi viene trasferito negli uffici nel dipartimento artistico dell'azienda. Wham collaborò con Dave Sutherland e Dave Trampier sulla prima edizione del Monster Manual illustrando alcuni mostri, tra cui il Beholder e il blink dog. Si accordò inoltre con Tim Kask, il curatore della rivista The Dragon, per preparare un gioco da inserire al centro della rivista, chiamato Snit Smashing; questo portò alla produzione di altri giochi inseriti in Dragon, tra cui The Awful Green Things from Outer Space. Questi giochi stampati su cartoncino e inseriti a centro rivista di solito erano illustrati da Wham.
Terminato il periodo alla TSR Wham collaborò con Rose Estes, e scrisse un racconto breve per l'antologia The Exotic Enchanter a cura di Christopher Stasheff. Produsse ulteriori giochi, tra cui Kings & Things (in collaborazione con Rob Kuntz), il gioco di carte SimCity e Iron Dragon. Tra gli ultimi lavori ci sono le ristampe di Snits ed Awful Green Things from Outer Space per la Steve Jackson Games e Planet Busters per la Troll Lord Games.

## Opere

### Pubblicati inDragon
- Snit Smashing, inserito in Dragon n. 10 (ottobre 1977). Delle minuscole creature dette Snits, si precipitano fuori dal mare per procreare, cercando di evitare il gigante blob Bolotomus, che li schiaccia per pura noia. I giocatori alternano il controllo tra gli Snits e Bolotomus, cercando di far riprodurre i propri Snits più rapidamente dei loro avversari.
- Snit's Revenge, inserito in Dragon n. 11 (dicembre 1977). In questo seguito gli Snits decidono di uccidere Bolotomus invadendone ik corpo e distruggendo i suoi organi interni. Venne pubblicato come gioco da tavolo dalla TSR nel 1978.
- The Awful Green Things from Outer Space, inserito in Dragon n. 28 (agosto 1979). Un gioco umoristico su alieni verdi che invadono un'astronave. Anche questo fu ripubblicato separatamente dalla TSR nel 1979 e quindi dalla Steve Jackson Games in più edizioni a partire dal 1988.
- Outside the Znutar, inserito in Dragon n. 40 (agosto 1980). Sposta l'azione contro gli invasori dell'astronave all'esterno di essa. Incorporato nelle successive edizioni di The Awful Green Things from Outer Space.
- Runngus' Game, inserito in Dragon n. 40 (agosto 1980).
- Search for the Emperor's Treasure, inserito in Dragon n. 51 (luglio 1981). I giocatori assumono il ruolo di avventurieri alla ricerca di tesori magici sparsi per il regno di un impero fantasy.
- con James M. Ward, Planet Busters, inserito in Dragon n. 64 (agosto 1982). Ristampato da Troll Lord Games, 2004
- File 13, inserito in Dragon n. 72 (aprile 1983). Un gioco sul progetto di giochi da tavolo.
- Con Robert J. Kuntz, King of the Tabletop, inserito in Dragon n. 77 (settembre 1983). Un gioco in cui i giocatori creano un proprio legno con token in cartoncino, che rappresentano terre, personaggi ed eventi. Una versione espansa fu pubblicata come Kings and Things dalla West End Games.
- Elefant Hunt, inserito in Dragon n. 88 (agosto 1984). I grandi cacciatore bianchi viaggiano nelle profondità dell'"Aferca" con l'aiuto dei nativi per catturare animali vivi e avorio da rivendere.

File 13 e  Search for the Emperor's Treasure furono ripubblicati all'interno di The Best of Dragon Magazine Games, TSR, 1990. In particolare il secondo espanso e con componenti migliorati.

### Altri
- con Don Lowry, Ironclad, Guidon Games, 1973
- The Long March, inserito nella rivista Little Wars, TSR, autunno 1977. La lotta per il controllo della Cina durante e al termine della seconda guerra mondiale. Pensato per tre giocatori, che controllano rispettivamente l'esercito imperiale giapponese, le forze del Kuomintang e quelle dei comunisti cinesi.
- Icebergs, TSR, 1982.
- Gangsters: The Game of Disorganized Crime inserito in Gameplay Magazine del gennaio 1984.
- con Doug Kaufman e Robert J. Kuntz, King & Things, West End Games/Games Workshop, 1986. Versione rivista e ampliata di Kings of the Tabletop. Tradotto in tedesco e giapponese. Vincitore dell'Origins Award per il "Miglior gioco fantasy di fantascienza" del 1986[3]
- Mertwig's Maze, TSR, 1988
- con Richard Hamblen, The Great Khan Games, TSR, 1989.
- con Darwin Bromley, Iron Dragon, Mayfair Games, 1994.
  - Iron Dragon Extension, autopubblicato, 2004
- con Darwin Bromley e Louis Rexing, Sim City: The Card Game, Mayfair Games, 1994. Adattamento del videogioco.
- The Gauntlet, inserito nella rivista Buck Rogers numero 1 (1990).
- Colorado Railroads Game, autopubblicato, 1992
- con Steve Jackson, Snits, Steve Jackson Games, 2003. Contiene versioni riviste ed ampliate di Snit Smashing e Snit's Revenge
- Moose Quest, autopubblicato, 2004
- Felithian Finance, autopubblicato, 2006
- con James M. Ward, Dragon Lairds, Margaret Weis Production, 2007.
  - con James M. Ward, Ebony & Lavender Dragon Lairds, autopubblicato, 2008. Espansione di Dragon Lairds
- Battling Space Ships, autopubblicato, 2007. I giocatori compongono le proprie navi da frammenti di relitti nello spazio e le fanno combattere fra loro.
- Whamgammon, inserito nella rivista The Crusader della Troll Lord Games (inverno 2006)
- Halfanutz, autopubblicato, 2007.
- Greedy Billionaires, autopubblicato, 2008.
- The Awful Green Things From Outer Space: The Obnoxious Orange Things From Another Place, Troll Lord Games, 2009. Espansione di The Awful Green Things From Outer Space pubblicata in The Crusader, volume 5, numero 20.
- Feudality, Lookout Games, 2011. Pubblicato in Germania, ripubblicato dalla Z-Man Games in inglese nel 2012
  - Feudality: Dark Clouds, Pretty Flowers, Lookout Games, 2012. Espansione di Feudality